# Seznam kranjskih vladarjev
Seznam kranjskih vladarjev zajema vse kneze, grofe in vojvode, ki so imeli vodilno oblast na Kranjskem.

## Kneževina Karniola
Na ozemlju današnje osrednje Slovenije se je v prehodu med 8. in 9. stoletjem izoblikovala slovanska plemenska kneževina Karniola o kateri zaradi pomanjkanja virov ni znano veliko. Ime "Karniola" je predslovanskega izvora. Gre za pomanjševalnico starejšega zemljepisnega imena Karnija, ki izvira iz keltskega plemena Karnov. Do srede šestega stoletja se je za deželo zgornjega Posavja razširilo ime patria Carnium (domovina Karnov), iz tega izraza pa je nastal izraz Carne(i)ola, »Mala Karnija«, ki ga srečamo najkasneje v 8. stoletju.
Po eni izmed teoriji naj bi bil eden izmed knezov Karniole Vojnomir Slovan. Druge teorije ga omenjajo kot slovanskega vojaka v frankovski vojski ali kot vladarja Spodnje Panonije.
| Ime             | Vladavina | Opombe                                 |
| --------------- | --------- | -------------------------------------- |
| Vojnomir Slovan | ok. 795   | Njegova oblast v Karnioli ni potrjena. |

## Grofija ob Savi
Z novo ureditvijo Furlanske marke leta 828 so Franki izoblikovali Grofijo ob Savi s sedežem v Kranju. Razpadla je z vdorom Madžarov leta 955.
| Ime     | Vladavina                           | Opombe |
| ------- | ----------------------------------- | ------ |
| Salacho | 830. leta                           |        |
| Guntram | Srednja ali pozna leta 9. stoletja. |        |
| Ratold  | 896 - 899                           |        |

## Kranjska krajina
Leta 973 se prvič omenja Kranjska krajina (mejna grofija), ki leta 976 postane podložna koroškemu vojvodu. Leta 1077 jo je Henrik IV. podelil v fevd oglejskemu patriarhu Sighardu.
| Slika            | Grb | Ime                        | Začetek vladavine | Konec vladavine | Opombe                                                                             |
| ---------------- | --- | -------------------------- | ----------------- | --------------- | ---------------------------------------------------------------------------------- |
|                  |     | Pabo                       | 973               | 975             |                                                                                    |
| Ebersbergi       |     |                            |                   |                 |                                                                                    |
|                  |     | Adalbero I. Ebersberški    | ok. 975           | ok. 1011        |                                                                                    |
|                  |     | Ulrik Ebersberški          | ok. 1011          | ok. 1041        | Adalberov sin.                                                                     |
| Weimar-Orlamünde |     |                            |                   |                 |                                                                                    |
|                  |     | Poppo I. Weimar            | ok. 1041          | 1044            |                                                                                    |
|                  |     | Ulrik I. Weimar-Orlamünde  | 1045              | 1070            | Poppov sin.                                                                        |
|                  |     | Poppo II. Weimar-Orlamünde | 1070              | 1077            | Sin Ulrika I.                                                                      |
| Eppensteinci     |     |                            |                   |                 |                                                                                    |
|                  |     | Henrik Eppenstein          | 1077              | 1093            |                                                                                    |
| Weimar-Orlamünde |     |                            |                   |                 |                                                                                    |
|                  |     | Ulrik II. Weimar-Orlamünde | 1098              | 1017            | Brat Poppa II.                                                                     |
| Spanheimi        |     |                            |                   |                 |                                                                                    |
|                  |     | Engelbert II. Spanheim     | 1107              | 1124            |                                                                                    |
|                  |     | Engelbert III. Spanheim    | 1124              | 1173            | Sin Engelberta II.                                                                 |
| Andeški          |     |                            |                   |                 |                                                                                    |
|                  |     | Bertold III.               | 1173              | 1188            | Hkrati tudi mejni grof Istre.                                                      |
|                  |     | Bertold IV.                | 1188              | 1204            | Sin Bertolda III., hkrati tudi meranski vojvoda in mejni grof Istre.               |
|                  |     | Henrik II.                 | 1204              | 1228            | Sin Bertolda IV., hkrati tudi mejni grof Istre.                                    |
|                  |     | Oton I.                    | 1228              | 1234            | Brat Henrika II., hkrati tudi vojvoda Burgundije in Meranije ter mejni grof Istre. |
|                  |     | Oton II.                   | 1234              | 1248            | Sin Otona I., hkrati tudi vojvoda Burgundije in Meranije.                          |

Med 12. in 13. stoletjem je grofija pod Oglejskim patriarhatom obstajala zgolj na papirju; razdeljena je bila namreč na več samostojnih teritorialnih gospostev. Poleg Otona II. si je naziv vladarja Kranjske lastil Friderik II. Prepirljivi, ki si je velik del dežele pridobil po poroki z Nežo Meransko, dedinjo izumrle rodbine Andeških.
| Slika        | Grb          | Ime                     | Vladavina    | Zakonec | Opombe |
| Babenberžani | Babenberžani | Babenberžani            | Babenberžani | Babenberžani                                                                                                | Babenberžani |
| ------------ | ------------ | ----------------------- | ------------ | --- | --- |
|              |              | Friderik II. Babenberg  | 1245 - 1246  | Evdokija Laskarina (loč. 1222) Neža Meranska (por. 1229, raz.1243)                                          | Oblast nad večjim delom Kranjske je dobil preko poroke z Nežo Meransko.                                                                                               |
| Spanheimi    |              |                         |              | | |
|              |              | Ulrik III. Spanheim     | 1248 - 1269  | Neža Meranska (por. 1215, † 1263) Neža Badenska (por. 1250, † 1295)                                         | Prapravnuk Engelberta III. |
| Přemyslidi   |              |                         |              | | |
|              |              | Otokar II. Přemysl      | 1269 - 1276  | Margareta Avstrijska (por. 1252, raz. pred 1261) Kunigunda Slavonska (por. 1261)                            | Hkrati tudi češki kralj ter vojvoda Avstrije, Koroške, Štajerske. |
| Habsburžani  |              |                         |              | | |
|              |              | Rudolf I. Habsburški    | 1276 - 1286  | Gertruda Hohenberška (por. 1251, † 1281) Izabela Burgundska (por. 1284)                                     | Hkrati tudi nemški kralj, prvi habsburški vladar Kranjske. |
| Majnhardovci |              |                         |              | | |
|              |              | Majnhard IV. Goriški    | 1286 - 1295  | Elizabeta Bavarska (por. 1258, † 1273)                                                                      | Hkrati tudi koroški vojvoda ter goriški in tirolski grof. |
|              |              | Oto III. Koroški        | 1295 - 1310  | Evfemija Legniška (por. 1297)                                                                               | Majnhardov sin, hkrati tudi koroški vojvoda in tirolski grof. Sovladal je z bratoma Henrikom in Ludvikom.                                                             |
|              |              | Henrik Koroški          | 1295 - 1335  | Ana Češka (por. 1306, † 1313) Adelajda Brunswiška (por. 1313, † 1324) Beatrice Savojska (por. 1327, † 1331) | Brat Ota III., hkrati tudi koroški vojvoda, češki kralj ter tirolski in savinjski vojvoda. Sovladal je z bratoma Otom III. in Ludvikom.                               |
|              |              | Ludvik Goriško-Tirolski | 1295 - 1305  | / | Henrikov brat, hkrati tudi koroški vojvoda, češki kralj ter tirolski in savinjski vojvoda. Sovladal je z bratoma Otom III. in Henrikom. Umrl brez potomcev.           |
| Habsburžani  |              |                         |              | | |
|              |              | Albreht II. Avstrijski  | 1335 - 1358  | Johana Pfirt (por. 1324)                                                                                    | Vnuk Rudolfa I., hkrati tudi avstrijski, štajerski in koroški vojvoda. Sovladal je z bratom Otom.                                                                     |
|              |              | Oto IV. Avstrijski      | 1335 - 1339  | Elizabeta Bavarska (por. 1325)                                                                              | Brat Albrehta II., hkrati tud avstrijski, štajerski in koroški vojvoda. Sovladal je z bratom Albrehtom II.                                                            |
|              |              | Rudolf IV. Ustanovitelj | 1358 - 1364  | Katarina Češka (por. 1357)                                                                                  | Sin Albrehta II., hkrati tudi avstrijski, štajerski in koroški vojvoda ter tirolski grof. Leta 1364 Kranjsko povzdigne v vojvodino s čimer postane njen prvi vojvoda. |

## Vojvodina Kranjska
Rudolf IV. leta 1364 Kranjsko krajino povzdigne v vojvodino s čimer postane njen prvi vojvoda. V tej obliki Kranjska preživi do konca prve svetovne vojne leta 1918, z izjemo obdobja Ilirskih provinc.
| Slika | Grb         | Ime                     | Vladavina                            | Zakonec | Opombe |
| Habsburžani | Habsburžani | Habsburžani             | Habsburžani                          | Habsburžani | Habsburžani |
| --- | ----------- | ----------------------- | ------------------------------------ | --- | --- |
| |             | Rudolf IV. Ustanovitelj | 1364 - 1365                          | Katarina Češka (por. 1357) | Leta 1364 Kranjsko povzdigne v vojvodino. |
| |             | Albreht III.            | 1365 - 1379                          | Elizabeta Češka (por. 1366, † 1373) Beatrice Nuremberška (por. 1375)                                                                  | Brat Rudolfa IV., hkrati tudi avstrijski, štajerski in koroški vojvoda ter tirolski grof. Sovladal je z bratom Leopoldom III. |
| |             | Leopold III.            | 1365 - 1386                          | Viridis Visconti (por. 1365) | Začetnik leopoldinske veje Habsburžanov, brat Albrehta III., hkrati tudi avstrijski, štajerski in koroški vojvoda ter tirolski grof. Sovladal je z bratom Albrehtom III.                                                                                                 |
| |             | Viljem                  | 1386 - 15. julij 1406                | Jadwiga Poljska (por. 1385, loč. 1385) (?) Ivana II. Neapeljska (por. 1401)                                                           | Sin Leopolda III., prvi vladar z nazivom vladarjanotranjeavstrijskih dežel, hkrati tudi avstrijski vojvoda in tirolski grof. |
| |             | Ernest Železni          | 15. julij 1406 - 10. junij 1424      | Margareta Pomeranska (por. 1392, † 1407 ali 1410) Cimburga Masovijska (por. 1412)                                                     | Viljemov brat, kot vladar Notranje Avstrije tudi koroški in štajerski vojvoda. |
| |             | Friderik III.           | 10. junij 1424 - 19. avgust 1493     | Eleanora Portugalska (por. 1452, † 1467)                                                                                              | Ernestov sin, sveti rimski cesar, kot vladar Notranje Avstrije tudi koroški in štajerski vojvoda. Do leta 1463 je sovladal z bratom Albertom VI. |
| |             | Albert VI.              | 19. avgust 1493 - 2. december 1463   | Mehthilda Palatinska (por. 1452) | Brat Friderika III. Do svoje smrti leta 1463 je sovladal z bratom Albertom VI. |
| |             | Maksimilijan I.         | 19. avgust 1493 - 12. januar 1512    | Marija Burgundska (por. 1477, † 1482) Ana Bretanska (por. 1490, raz.1492) Bianka Marija Sforza (por. 1494, † 1510)                    | Edini preživeli sin Friderika III., sveti rimski cesar, avstrijski nadvojvoda. |
| |             | Karel V.                | 12. januar 1512 - 21. april 1521     | Izabela Portugalska (por. 1526, † 1539)                                                                                               | Maksimilijanov vnuk, sveti rimski cesar, avstrijski nadvojvoda in hkrati tudi španski kralj. |
| |             | Ferdinand I.            | 21. april 1521 - 25. julij 1564      | Ana Jagelo Ogrska (por. 1521, † 1547)                                                                                                 | Brat Karla V., sveti rimski cesar, avstrijski nadvojvoda in hkrati kralj Češke, Hrvaške in Ogrske. |
| |             | Karel II.               | 25. julij 1564 - 10. julij 1590      | Marija Ana Bavarska (por. 1571) | Ferdinandov sin, nadvojvoda Notranje Avstrije. |
| |             | Ferdinand II.           | 10. julij 1590 - 15. februar 1637    | Eleonora Gonzaga (por. 1622) | Sin Karla II., sveti rimski cesar in hkrati tudi češki kralj ter avstrijski nadvojvoda. Leta 1619 podeduje posestva vseh habsburških vej. |
| |             | Ferdinand III.          | 15. februar 1637 - 2. april 1657     | Marija Ana Španska (por. 1631, † 1646) Marija Leopoldina Avstrijska (por. 1648, † 1649) Eleonora Gonzaga (por. 1651)                  | Sin Ferdinanda II. |
| |             | Leopold I.              | 2. april 1657 - 5. maj 1705          | Marija Terezija Španska (por. 1666, † 1673) Klavdija Felicija Avstrijska (por. 1673, † 1676) Eleonora Magdalena Neuburška (por. 1676) | Sin Ferdinanda III. |
| |             | Jožef I.                | 5. maj 1705 - 17. april 1711         | Vilhelmina Amalija Brunswiška (por. 1696)                                                                                             | Sin Leopolda I. |
| |             | Karel VI.               | 17. april 1711 - 20. oktober 1740    | Elizabeta Kristina Brunswiška (por. 1708)                                                                                             | Brat Jožefa I. |
| |             | Marija Terezija         | 20. oktober 1740 - 29. november 1780 | Franc I., svetorimski cesar (por. 1736, † 1765)                                                                                       | Hči Karla VI. Njen zakon s Francem I. pomeni začetek Habsburško-Lotarinške rodbine. Med svojo vladavino je uveljavila mnogo reform na področju šolstva in tlačanstva. Od leta 1765 naprej je sovladala s sinom Jožefom II.                                               |
| S poroko Marije Terezije Habsburške in Franca I. Štefana Lotarinškega se vzpostavi rodbina Habsburško-Lotarinških |             |                         |                                      | | |
| |             | Jožef II.               | 1765 - 20. februar 1790              | Izabela Burbonsko-Parmska (por. 1760, † 1763) Marija Jožefa Bavarska (por. 1765, † 1766)                                              | Sin Marije Terezije. Na oblast je prišel kot njen sovladar in je nadaljeval njene reforme. |
| |             | Leopold II.             | 30. september 1790 - 1. marec 1792   | Marija Luiza Španska (por. 1765) | Sin Marije Terezije in brat Jožefa II. |
| |             | Franc I.                | 1. marec 1792 - 2. marec 1835        | Marija Terezija Siciljska († 1807) Marija Ludovika Modenska (por. 1808, † 1816) Karolina Avgusta Bavarska (por. 1816)                 | Sin Leopolda II., zadnji svetorimski in prvi avstrijski cesar. V času njegove vladavine je bila Kranjska med leti 1809 in 1813 del Ilirskih provinc, posebne enote Francoskega cesarstva, zatem pa še osrednji del Ilirskega kraljestva v okviru Avstrijskega cesarstva. |
| |             | Franc I.                | 1. marec 1792 - 2. marec 1835        | Marija Terezija Siciljska († 1807) Marija Ludovika Modenska (por. 1808, † 1816) Karolina Avgusta Bavarska (por. 1816)                 | Sin Leopolda II., zadnji svetorimski in prvi avstrijski cesar. V času njegove vladavine je bila Kranjska med leti 1809 in 1813 del Ilirskih provinc, posebne enote Francoskega cesarstva, zatem pa še osrednji del Ilirskega kraljestva v okviru Avstrijskega cesarstva. |
| |             | Ferdinand I.            | 2. marec 1835 - 2. december 1848     | Marija Ana Sardinska (por. 1831) | Sin Franca I., zaradi duševne zaostalosti med revolucijami leta 1848 odstopi v korist svojemu nečaku Francu Jožefu. |
| |             | Franc Jožef             | 2. december 1848 - 21. november 1916 | Elizabeta Bavarska (por. 1854, † 1898)                                                                                                | Nečak Ferdinanda I., najdlje vladajoči kranjski vojvoda. Leta 1949 razpusti Ilirsko kraljestvo. |
| |             | Karel I.                | 21. november 1916 - november 1918    | Cita Burbonsko-Parmska (por. 1911) | Pranečak Franca Jožefa, zadnji kranjski vojvoda. |

## Pretendenti
Trenutni pretendent naziva kranjskega vojvode je Karl von Habsburg, sin Otta von Habsburga in vnuk zadnjega kranjskega vojvode Karla I. Njegov uradni priimek je Habsburg-Lothringen vendar je običajno nazvan kot von Habsburg. Njegov naslednik je Ferdinand Zvonimir von Habsburg.
| Slika | Grb | Ime               | Na položaju                   | Zakonec                                                                                           | Opombe |
| ----- | --- | ----------------- | ----------------------------- | ------------------------------------------------------------------------------------------------- | --- |
|       |     | Karel I.          | november 1918 - 1. april 1922 | Cita Burbonsko-Parmska (por. 1911)                                                                | Do svoje smrti leta 1922 je izvedel nekaj poskusov obnovitve monarhije. Leta 2004 ga je papež Janez Pavel II. razglasil za blaženega, njegova žena Cita pa ima od leta 2009 naziv Božje služabnice. |
|       |     | Otto von Habsburg | 1. april 1922 - 4. julij 2011 | Regina von Habsburg (por. 1951)                                                                   | Sin Karla I. Zaradi antinacističnih načel in želje po preprečitvi anschlussa je bil v Nacistični Nemčiji razglašen za sovražnika. Med procesom slovenske osamosvojitve je samostojnost Slovenije odločno zagovarjal in mlado državo med desetdnevno vojno tudi obiskal. Med leti 1973 in 2004 je bil predsednik Panevropske unije. |
|       |     | Karl von Habsburg | 4. julij 2011 - danes         | Francesca Thyssen-Bornemisza (por. 1993, loč. 2017) Christian Nicolau de Almeida Reid (por. 2022) | Ottov sin, nekdanji poslanec Evropskega parlamenta. |